# Sclerochiton
Sclerochiton, biljni rod iz porodice primogovki smješten u podtribus Acanthinae, dio tribusa Acantheae, potporodica Acanthoideae. Sastoji se od 17 vrsta iz tropske Afrike, od Sierra Leonea do Kenije i Mozambika, južno do Angole i Zimbabvea, Južna Afrika.

## Etimologija
Ime roda potječe od grčkih riječi skleros = tvrdo i chiton = pokrivač, što se odnosi na drvenastu ovojnicu njegove plodne čahure. Ime tipične vrste “harveyanus” je po dr. Williamu H. Harveyu 1811.-66. koji je bio glavni rizničar Cape Colony i autor ranih svezaka Flora capensis, a kasnije i profesor botanike u Dublinu.

## Opis
Vrste roda Sclerochiton su grmovi i rjeđe drveće. Završni cvat, klas. Brakteje jajaste ili 0; brakteole 2. Čaška aktinomorfna, 5-režnjevita. Vjenčić jednousni; režnjeva 5; cijev kraća od režnjeva. Plodnih prašnika 4, 1-tekusni. Pelud je prolatna, a kapsula drvenasta. Sclerochiton je opisao Harvey u London Journal of Botany 1: 27 (1842.), međutim u to vrijeme nijedna vrsta nije bila pripisana tom rodu. Godine 1887. Nees je S. harveyanus uvrstio u rod. Danas je poznato ukupno 17 vrsta. 
Kao i drugi rodovi Acanthaceae, Sclerochiton se može prepoznati po nasuprotnim listovima i nepravilnim, dvospolnim cvjetovima s ukupno četiri prašnika koji se mogu vidjeti kako izlaze iz vjenčića.

## Vrste
1. Sclerochiton apiculatus Vollesen
2. Sclerochiton bequaertii De Wild.
3. Sclerochiton boivinii (Baill.) C.B.Clarke
4. Sclerochiton glandulosissimus Vollesen
5. Sclerochiton harveyanus Nees
6. Sclerochiton hirsutus Vollesen
7. Sclerochiton ilicifolius A.Meeuse
8. Sclerochiton insignis (Mildbr.) Vollesen
9. Sclerochiton kirkii (T.Anderson) C.B.Clarke
10. Sclerochiton nitidus (S.Moore) C.B.Clarke
11. Sclerochiton obtusisepalus C.B.Clarke
12. Sclerochiton odoratissimus Hilliard
13. Sclerochiton preussii (Lindau) C.B.Clarke
14. Sclerochiton tanzaniensis Vollesen
15. Sclerochiton triacanthus A.Meeuse
16. Sclerochiton uluguruensis Vollesen
17. Sclerochiton vogelii (Nees) T.Anderson